# Субботин, Анатолий Евгеньевич
Анатолий Евгеньевич Субботин (26 октября 1920, Владикавказ — 2 ноября 2007, Москва) — российский фотожурналист, краевед и топограф. Участник Великой Отечественной войны.
Фотокорреспондент ТАСС. Автор многочисленных фотоиллюстраций в печатных изданиях.

## Биография
Анатолий Евгеньевич Субботин родился в 1920 году в г. Владикавказе.
В 1941 окончил Московское топографическое училище. С началом войны попал на фронт. После демобилизации работал по своей специальности топографом.
В 1962 А. Е. Субботин окончил 3-х годичные курсы фотографии Фотохроники ТАСС и стал фотокорреспондентом агентства. С этого момента начался новый, творческий этап в его деятельности.
Его работы печатались в различных газетах и журналах, в том числе в «Огоньке», а также альманахе «Памятники Отечества».
Большую известность его фотографии получили в качестве иллюстраций книг-путеводителей Михаила Артамонова «Ваганьково» (1991) и «Введенские горы» (1993), вышедших в серии «Московский некрополь».
Являясь краеведом, А. Е. Субботин активно сотрудничал с Московским фондом культуры.
Сын Субботин Юрий Анатольевич родился 16.10.1958 года и дочь Субботина Галина.
Скончался Анатолий Евгеньевич Субботин 2 ноября 2007 года, похоронен в Москве на Ваганьковском кладбище (27 участок). Родственное захоронение с Клавдией Михайловной Субботиной (1865—1948), о которой на памятнике сказано — «Первая русская сказочница». Клавдия Михайловна является прабабушкой. СУББОТИНА КЛАВДИЯ МИХАЙЛОВНА 1865—1948 Первая сказочница. Начала артистическую деятельность в Малом театре, а затем увлеклась русскими народными сказками, которым и посвятила всю свою жизнь. Разъезжая по России, собирала малоизвестные сказки, литературно их обрабатывала и затем выступала с концертами

## Книги с фотографиями А. Е. Субботина
- Артамонов М. Д. Ваганьково / Фотографии А. Е. Субботина.. — М.: Московский рабочий, 1991. — 192, [24] с. — (Московский некрополь). — ISBN 5-239-01167-2. (обл.)

- Артамонов М. Д. Введенские горы / Фотографии А. Е. Субботина.. — М.: Московский рабочий, 1993. — 208, [24] с. — (Московский некрополь). — ISBN 5-239-01348-9. (обл.)

- Пушкинский некрополь: Близкие родственники и потомки А. С. Пушкина / Сост.: А. Е. Субботин, Г. А. Галин.. — М.: Русский путь, 1999. — 144 с. — ISBN 5-85887-062-7.